# Cultura de Corea

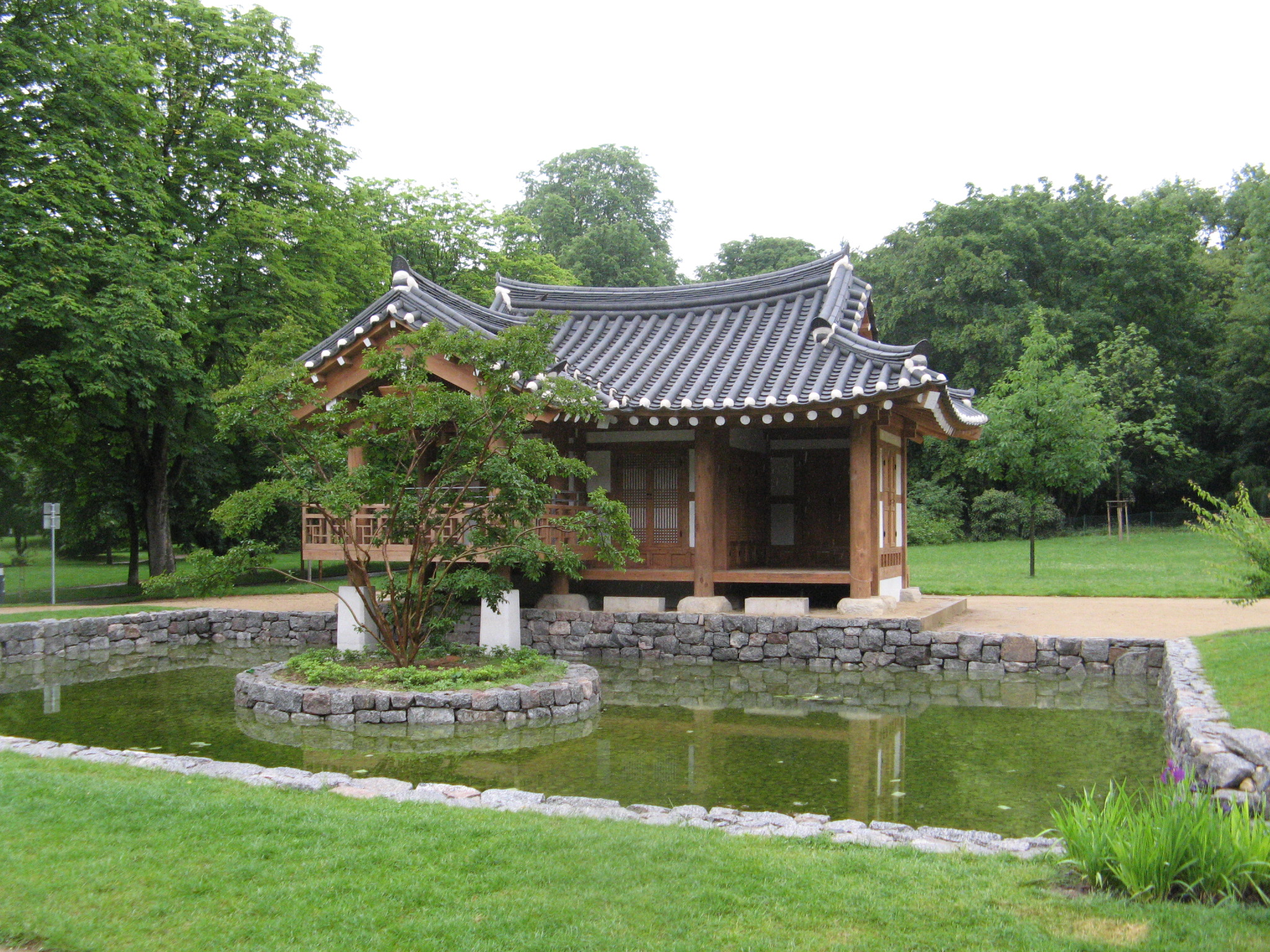
Rèplica d'un jardí coreà al Grüneburgpark, Frankfurt, Alemanya

La cultura coreana és el resultat de més de 3.000 anys d'història, i si ha rebut influències de tota la zona asiàtica, en especial de la Xina, ha desenvolupat un caràcter propi. El taoisme, confucianisme i el budisme han tingut molta influència sobre la seua cultura, tot i que en les darreres dècades altres creences també s'han estés per la península de Corea, sobretot el cheondoisme a Corea del Nord i el cristianisme a la del Sud. La cultura coreana també ha estat influenciada per la seua situació geogràfica com a pont entre els seus veïns, la Xina i Japó.
Les manifestacions culturals més modernes com les pel·lícules, la música i la moda s'han desenvolupat de diferent manera a Corea del Nord i a la del Sud durant els quasi 70 anys transcorreguts des de la divisió del país; en la societat coreana tant del nord com del sud, però, persisteixen les mateixes formes tradicionals. Durant els darrers anys es va donar un boom de l'ona coreana als estats veïns de l'Orient llunyà, sobretot en els àmbits del cinema, les sèries de televisió i la música pop, per la qual cosa moltes estreles coreanes són conegudes en tota l'àrea asiàtica i internacional.

## Orígens
El poble dels tung-i (literalment 'arquers de l'est') s'establí a la Manxúria al 3000 ae i els seus dominis arribaren fins a l'actual Corea del Nord. Segons la llegenda que en relata l'origen, un home anomenat Hwanung va descendir del cel a la terra, i es trobà amb un tigre i un os que volien convertir-se en éssers humans. Només a l'os se li va concedir el desig i es transformà en una dona amb qui Hwanung es va unir. Tingueren un fill, Dangun, que l'any 2333 ae pujà al tron com el primer sobirà de Corea. Es diu que la descendència d'aquest mític rei continuà la dinastia durant més de mil anys.
Es va poblar tota la península amb una contínua immigració, tant de les tribus autòctones de Corea com d'emigrants xinesos, i això es reflecteix en la llegenda de Wi Man. Els pobles immigrants es fusionaren i crearen un poble homogeni demb cultura coreana a partir de diferents corrents, com el xamanisme i les influències xineses.
Fins a hui, la identitat coreana es nodreix de moltes tradicions, malgrat que semblen estar desapareixent sota l'al·luvió d'influències occidentals modernes, sobretot nord-americanes. Així, en molts àmbits, el pensament s'arrela en l'antiquíssim xamanisme, mentre que el confucianisme està tan interioritzat en els coreans que repercuteix en tots els aspectes de la seua vida.

## Art tradicional

### Música tradicional
L'element principal de la música coreana tradicional és la veu. Hi ha dos tipus de música tradicional: el jeong-ak i el minsogak.

#### Jeong-ak
Jeong-ak significa 'temps fix' i és un terme genèric per designar la música tradicional, que al seu torn se subdivideix en diverses categorías.

### Dansa tradicional

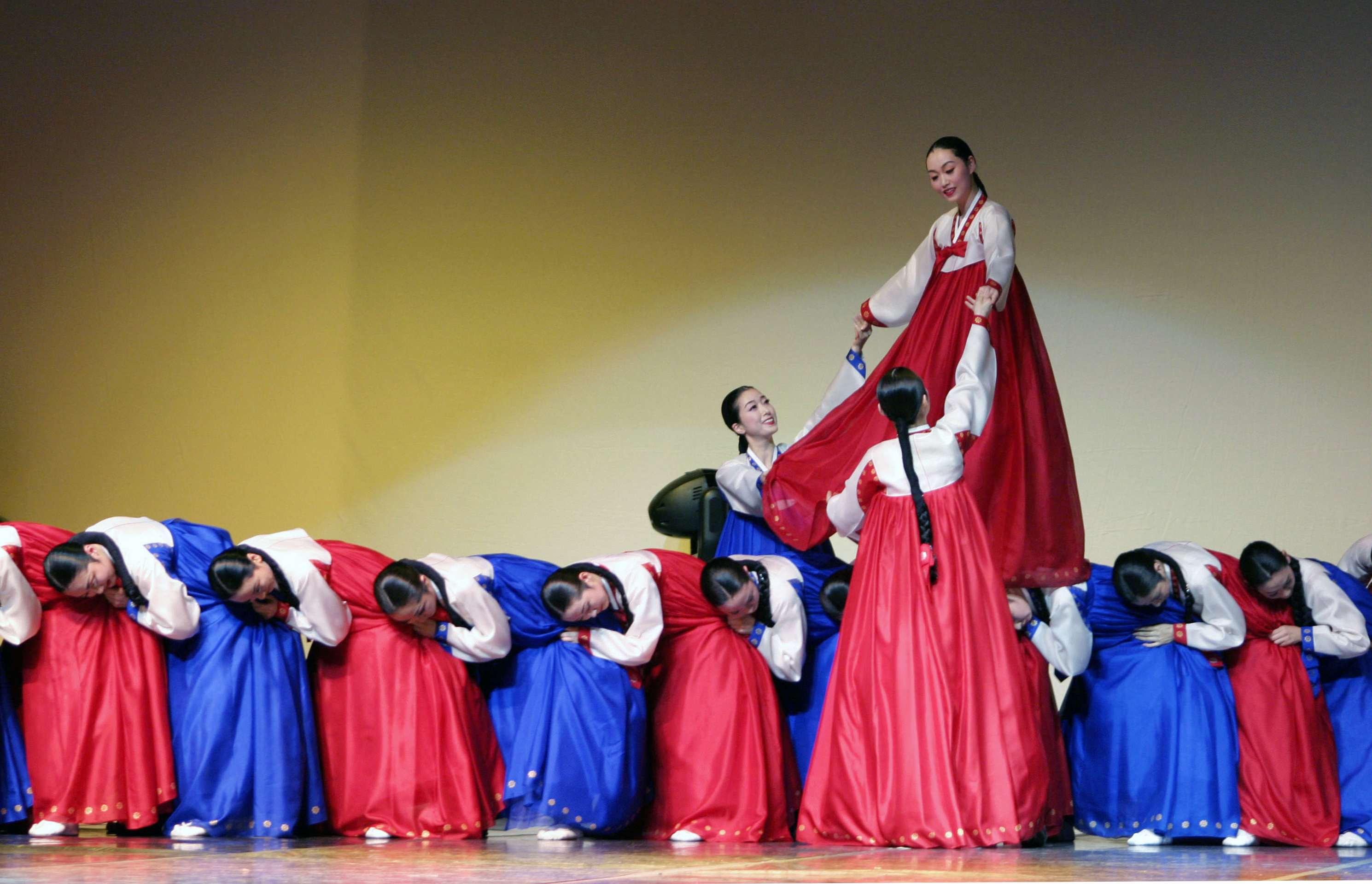
Dansa tradicional coreana de la dinastia Joseon.

Les danses tradicionals coreanes provenen de temps immemorials. L'intercanvi cultural entre la Xina i els Tres Regnes de Corea originà una gran varietat de danses tradicionals. Es classifiquen en nacionals (hyang-ak jeongjae) i estrangeres (dang-ak jeongjae). Aquestes darreres provenen de la Xina, i se n'adoptaren sense gaires modificacions.
És interessant la relació entre el “taekkyon“, art marcial coreà, i el ball Tal Chum. Com que molts moviments d'aquesta dansa són idèntics als del taekkyon, se'n dedueix que s'han influenciat mútuament.
Igual que en la música, en la dansa també es diferencia entre dansa cortesana i dansa popular.

### Festivitats populars tradicionals
Moltes festivitats tradicionals s'associen a ritus xamànics, que es transmeten de generació en generació. N'hi ha tres ritus molt importants: el yeonggo, el dongmaeng i el muncheon. El yeonggo és una festa de tambors que se celebra amb la intenció de reviscolar els esperits; el dongmaeng és una festa d'agraïment per la collita, i el muncheon és un conjunt de danses dedicades al cel. Aquestes manifestacions artístiques en l'època dels Tres Regnes inclogueren jocs.
En la pintura “Dae Kwae Do” s'observa una festivitat, en què es veuen dos tipus de lluita que es practiquen fins a hui, el ssireum o ssirum i el taekkyon, que no s'ha de confondre amb el taekwondo. A diferència de la Xina i Japó, els esports de lluita eren un component comú de la vida pública i les festes en aquesta època. N'hi ha altres jocs com el tuho, que consisteix a llançar fletxes a una espècie de gerra des d'una distància, o el yut o iut, en què es llancen palets de fusta com si fossen daus. També poden observar-se les tradicionals lluites de pedres (seokjeon), els gronxadors (geune tagi), el teatre de màscares i un joc de pilota semblant al pol (gyeokgu).

### Pintura coreana

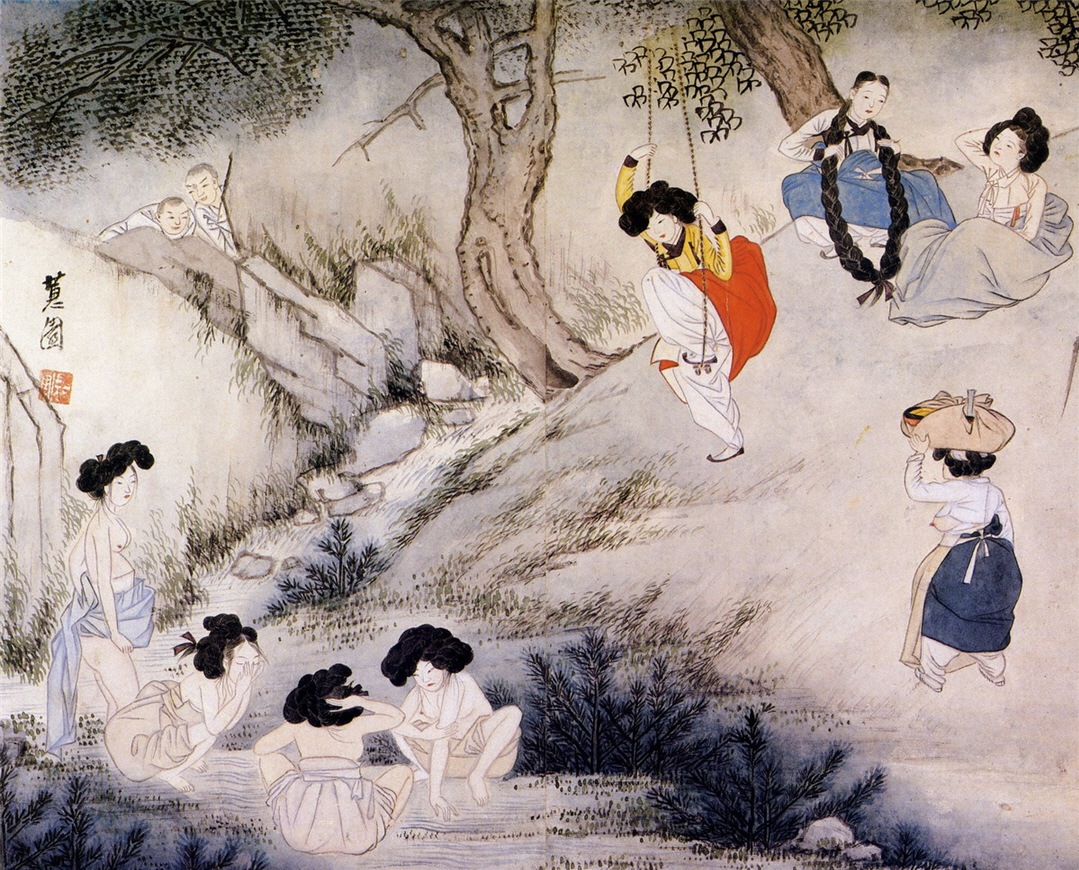
Pintura que il·lustra la festivitat del Dano

Les pintures més antigues trobades a la península coreana són rupestres. Amb l'arribada del budisme provinent de la Xina, també n'adoptaren les tècniques pictòriques, però les autòctones no en foren desplaçades per complet.
En contrast amb la pintura clàssica europea, que assolí un nivell de perfecció en la reproducció del detall i el joc de colors, l'art coreà li donava més valor a la capacitat de transmetre un determinat estat d'ànim, de tal manera que qui contempla l'obra quede captivat. Els motius preferits són els paisatges, sobretot muntanyes imponents i cursos d'aigua.
En els quadres naturalistes s'observen sobretot flors, ocells i tigres. Els artistes solien pintar amb tinta sobre seda o sobre paper elaborat amb escorça de morera. Així mateix, s'arribà al màxim perfeccionament en el tallat de segells (cada coreà té el seu propi dojang) i en la cal·ligrafia, que fou protegida per la noblesa provincial, anomenada yanban.

### Artesania coreana
Els productes artesans coreans s'utilitzen en les labors diàries, i alhora es troben artísticament decorats. Els materials tradicionals emprats en la fabricació són el metall, la fusta, la tela, l'esmalt i l'argila. Més tard, també s'hi feu servir vidre, cuir i paper, però ocasionalment.

Celadont del període Goryeo. Tresor Nacional de Corea del Sud núm. 68

En les mostres més antigues d'artesania coreana, com ara les peces de terrisseria roges i negres, es reconeix la semblança amb els objectes produïts pels pobles xinesos del riu Groc. Mentre que en les restes que daten de l'edat de bronze ja es veuen característiques eminentment coreanes.
S'han desenterrat moltes obres artesanes sofisticades en què s'aprecia el típic estil coreà, per exemple, corones summament decorades, peces de terrisseria acolorida, olles i adorns. El treball en bronze també arribà a la màxima esplendor en el període Goryeo: Corea era famosa per les seues enormes campanes i estàtues de bronze. Quasi totes aquestes obres mestres de l'artesania, però, foren destruïdes durant l'ocupació de Toyotomi Hideyoshi, i en l'actualitat només en queden tres campanes. Durant el regnat de la dinastia Goryeo, la producció de celadont assolí el punt màxim. Gràcies al seu exquisit acabat, aquesta ceràmica verdosa supera fins i tot les versions xineses.
Durant la dinastia Joseon, els articles de porcellana, decorats amb motius en blanc pur i blau, es feren molt populars. El treball en fusta també assolí un alt nivell de desenvolupament, i es reflecteix en els mobles: armaris, baguls i taules, que en alguns casos tenen incrustacions de nacre; així com en els objectes tallats en fusta, artísticament treballats, que hi ha als temples i palaus.

### Ceràmica
En l'era neolítica, l'ús de l'argila estava prou estés a Corea. Durant el període dels Tres Regnes de Corea la terrisseria experimenta un gran impuls, sobretot al Regne de Silla, on s'emprava una flama desoxidant que donava a la ceràmica un color blau característic, i després es decorava la superfície amb dissenys geomètrics.
En el període Goryeo, s'elaborava celadont verd de primera qualitat, molt preuat.
La porcellana blanca s'hi comença a fabricar al segle xv i en poc de temps arriba a ser encara més preuada que els articles de terrisseria banyats en celadont. En general, la porcellana es pintava o decorava amb dissenys de coure. Durant els atacs japonesos entre 1592 i 1598, quasi tots els forns de Corea destinats a la fabricació de porcellana foren destruïts, alhora que centenars d'obres d'artesania foren dutes al Japó, la qual cosa motivà la florida de la terrisseria japonesa.
A la fi del segle XVII les peces de porcellana blanca adornades amb detalls de color blau cobalt tenien molta popularitat. La producció de ceràmica decaigué cap a finals del s. XIX, quan Japó estenia a poc a poc la seua hegemonia sobre la península coreana.

## Formes de vida tradicional

### Habitatges tradicionals
La ubicació de la casa es determina de manera tradicional, aplicant els principis de la geomància. Es creu que cada configuració topogràfica deslliura forces invisibles bones i roïnes (Gi). Per això, un lloc serà adequat per a construir només si les energies positives i negatives (Yin i Yang) s'harmonitzen.
La casa es construeix donant l'esquena a un turó, de manera que pel sud reba tanta llum solar com siga possible. Encara hui els coreans prefereixen les cases que compleixen aquestes condicions. Amb la geomància també es determina la forma de l'habitatge, la direcció en què es construirà i els materials que se'n faran servir per a l'edificació.
Els habitatges coreans tradicionals tenen una ala interna (anchae) i una altra exterior (sarangchae). L'arquitectura particular de cada habitatge varia segons la zona i l'estatus econòmic de la família. Per exemple, els aristòcrates utilitzaven l'ala exterior per a rebre els convidats, mentre que els llauradors hi guardaven el bestiar i les provisions. A grans trets, com més rica era la família, més gran era la casa, però estava prohibit tenir una residència de més de 99 kan. Un kan equival a l'espai entre dos dels pilars de fusta que sostenen el mur exterior, com els que se solia emprar en les cases tradicionals coreanes.

### Jardins
Els principis que regeixen el disseny dels jardins dels temples coreans són els mateixos que s'apliquen als jardins privats. Els jardins coreans s'assemblen als xinesos i japonesos, perquè a l'Orient llunyà l'art de la jardineria està molt influenciat pels principis taoistes, els quals busquen exaltar la mística i la natura. A Corea, a diferència de la Xina i Japó, s'evita incloure elements artificials als jardins.
L'estany de lotus és un component important dels jardins coreans. Quan en la propietat flueix un rierol natural, a la seua vora se sol construir un pavelló, de manera que s'observa i gaudeix del paisatge i del so de l'aigua. En molts jardins tradicionals també es veuen massissos de flors conreats en esglaons.
El jardí Poseokjeong, a prop de Gyeongju, es va construir en el període Silla i és la mostra més evident de la funció de l'aigua als jardins coreans. Al bell mig n'hi ha un canaló d'aigua en forma de petxina. Durant els darrers dies del Regne de Silla, el rei s'asseia a conversar amb els convidats al costat d'aquest circuit, mentre se servien de les copes de vi que suraven a l'aigua.
Per a la Fira del Llibre de Frankfurt del 2005, en què Corea participà com a estat convidat, construïren un jardí coreà al Grüneburgpark, el parc més gran de Frankfurt del Main.

### Vestit tradicional

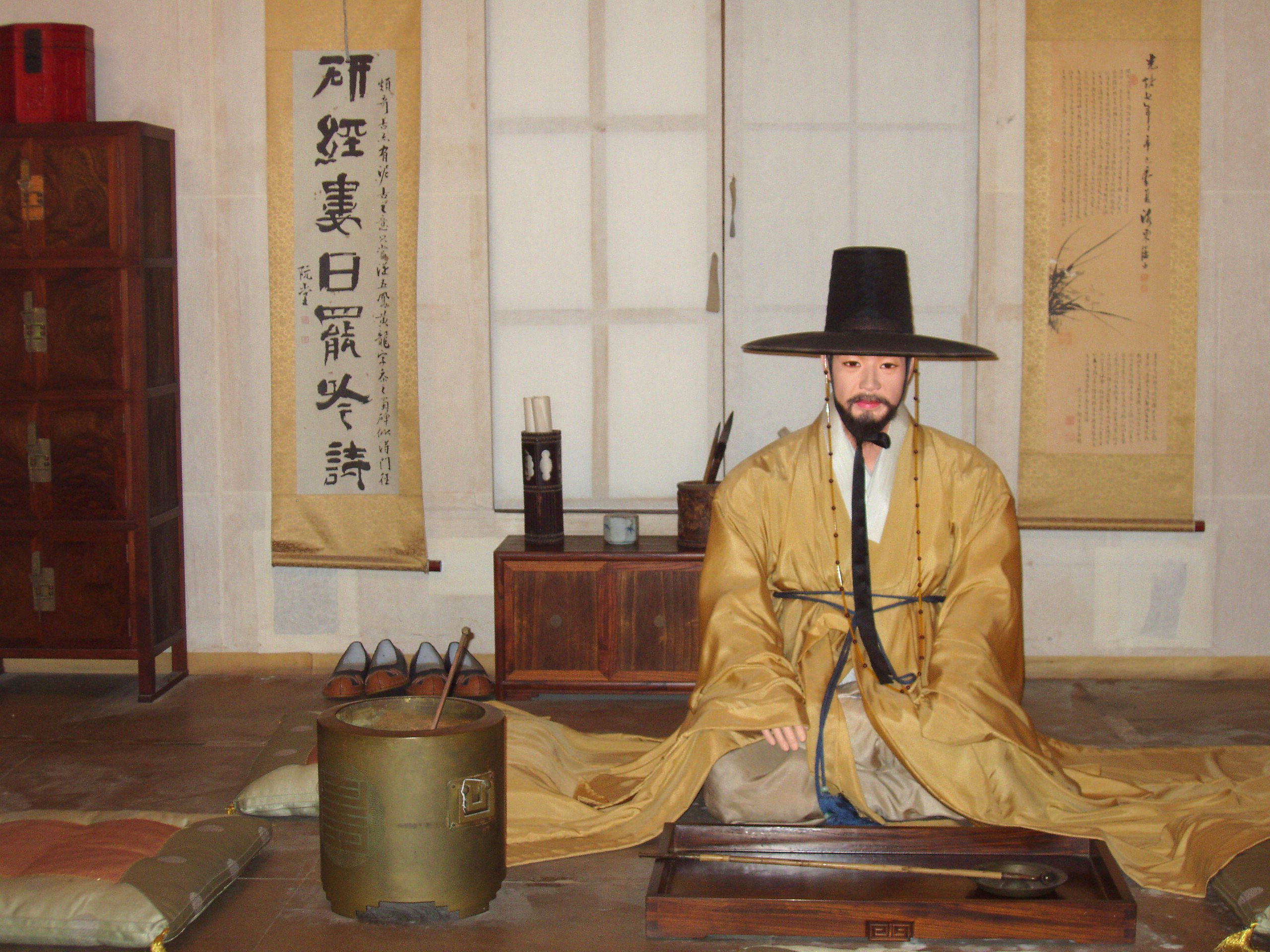
Vestit tradicional masculí dels aristòcrates

El vestit tradicional es denomina hanbok i s'usa des de l'època mongola del s. XIII. El vestit tradicional dels homes constava d'uns pantalons amples lligats als turmells i una jaqueta de mànigues amples, abillament que a l'hivern es complementava amb un jupetí o un abric. Antigament, el cabell es recollia en una trossa, sobre la qual els nobles (yanban) duien un barret anomenat tanggon, espècie de malla cenyida al cap feta de pèls de cavall, i quan havien d'eixir es posaven un barret afegit d'ales amples (gat) fet amb filaments entreteixits de bambú.
Les dones duien uns calçons amples anomenats sokbaji (pantalons interiors), una faldilla interior o sokchima, pareguda a uns enagos amples, i una faldilla (chima) que s'ajustava sota el pit. A la part de dalt portaven un gipó de mànigues amples (jeoggori) que s'ajustava amb un gran llaç a l'alçada del bust. Els hanbok eren molt acolorits, amb tons lluminosos a la tela i estampats tradicionals a la vora de la faldilla.

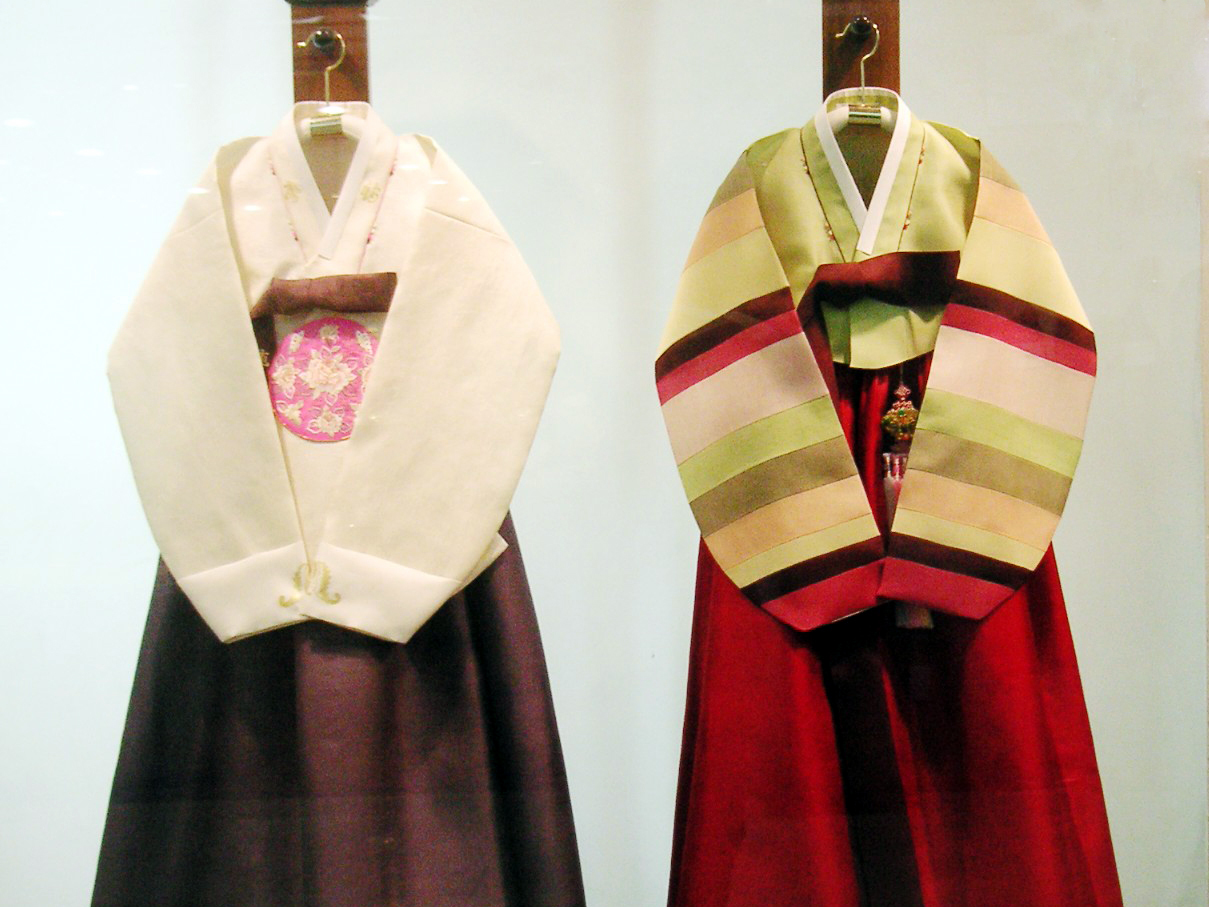
Hanbok femení

Els coreans es vestien de diferent manera segons la classe social a què pertanyien; per tant, el vestit era un element important per a marcar les diferències socials. Els funcionaris nobles duien barrets negres i abillaments acolorits ricament brodats a l'alçada del pit. El color del hanbok i la forma del barret depenien del rang del funcionari. La noblesa utilitzava a més joies, una manera de distingir-se del poble o sangneom, que portava a l'estiu roba feta de tela de cànem sense tenyir; per això el poble coreà era conegut com el “poble blanc”. A l'hivern, la gent del poble folrava les seues peces amb cotó, mentre que els nobles preferien peces de pell, sobretot a les zones del nord.
Hi ha tres tipus de hanbok: un de diari, un altre per als dies de festa i un tercer per a la faena. A aquesta darrera categoria pertanyen els hanbok de colors lluents que utilitzen les mudang o xamans. Hui els coreans ja no usen el hanbok diàriament, però sí en dies festius i per a ocasions formals, sobretot en el primer aniversari d'un infant i durant les cerimònies de noces i per a recepcions oficials.

### Cuina tradicional
L'arròs és el principal aliment de la dieta coreana, abans que l'ordi i el mill. També es consumeixen fideus de diferent mena, per exemple, n'hi ha uns que es fan amb moniato.
Tots els plats se serveixen amb kimchi, preparat amb col xinesa i raves, tots dos adobats i assaonats amb sal, xili, all i salsa de peix. El xili, originari de Sud-amèrica, l'introduïren a Corea els portuguesos al s. XVI, igual que el tabac i la religió cristiana. A l'hivern, el kimchi serveix com a font de vitamines. També s'adoba una gran varietat de vegetals. A partir del fesol de soia es produeixen dos aliments imprescindibles: el formatge de soia dubu, variant coreana del tofu, i la salsa de soia o kanjang.
A la taula quasi mai manca el peix, el calamar, les algues i alguns fruits de mar. Quan es menja carn, sol ser de vedella o porc, sempre tallada en trossos petits, rostida a la graella o saltada.
També es conrea una àmplia varietat de fruites.
Fins no fa massa, la dieta dels coreans era bàsicament vegetariana, ja que consumien moltes verdures que solien acompanyar amb formatge de soia, ous i poques vegades peix i algues. En la darrera meitat del s. XX, juntament amb el creixent benestar econòmic, ha pujat el consum de carn, de productes amb farina blanca i sobretot de sucre.

### Te

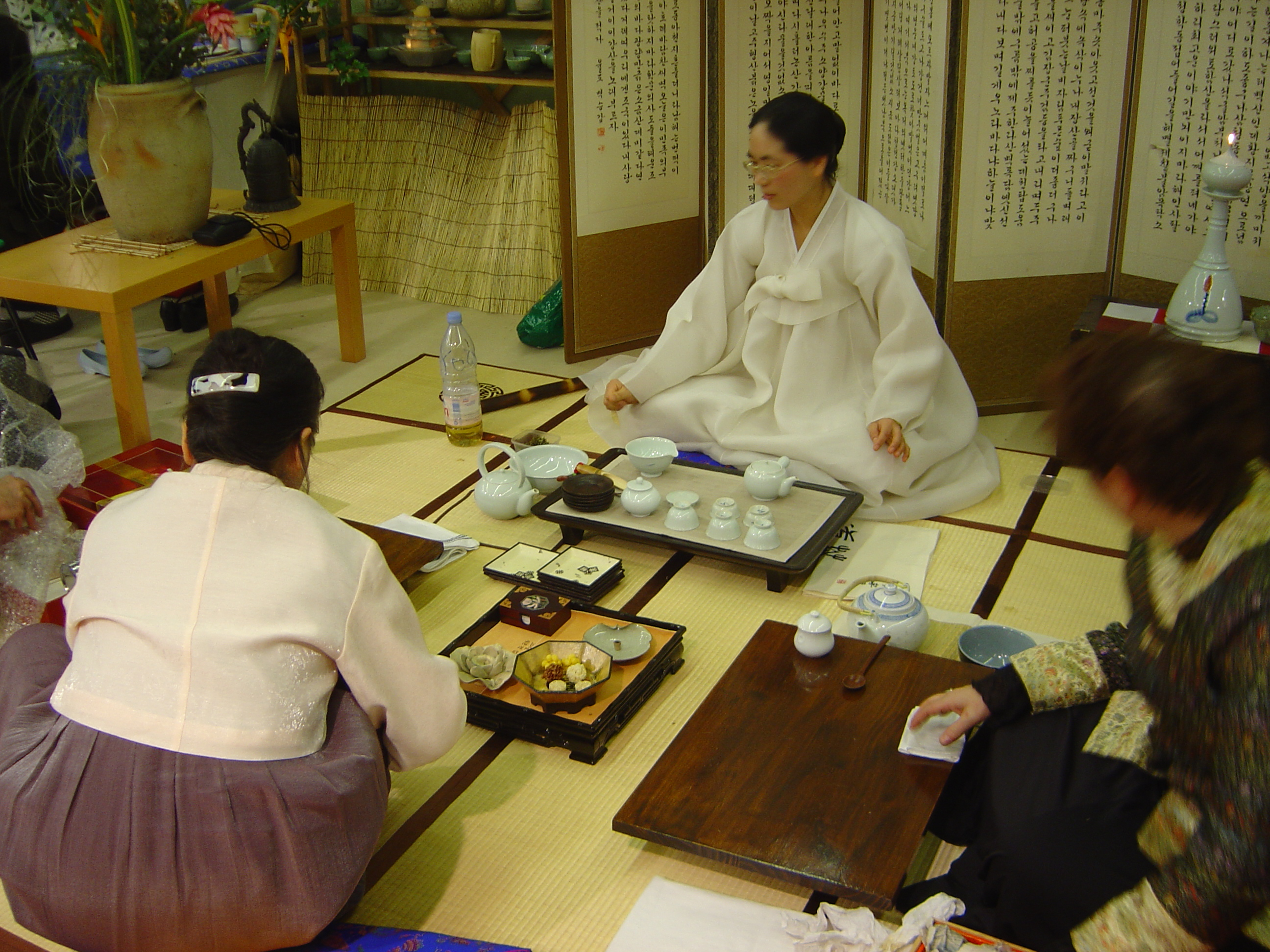
Cerimònia del te a Corea

Fa més de 2.000 anys ja es prenia te a Corea. Originàriament, el te s'usava durant les cerimònies d'adoració als temples, perquè es creia que l'exquisida aroma del te s'elevava fins al cel i agradava als déus. Igual que el budisme el te l'introduïren els xinesos.
El te també s'incorporà a les plantes utilitzades en la medicina tradicional. El te verd, tal com es consum a la Xina i Japó, no és l'únic tipus de te que es pren a Corea: es produeixen moltes varietats de te fetes amb fruita, fulles, llavors i arrels. Es distingeixen cinc categories de te segons el sabor: dolç, àcid, picant, amarg i salat. El te Boricha (보리차), te de gra fet amb ordi torrat, és el preferit a Corea, igual que el d'arròs.

## Festivitats del calendari lunar
El calendari lunar coreà es divideix en 24 punts solsticials (Jeolgi), cadascú dura 15 dies. En l'antiguitat, durant l'etapa agrícola, els coreans només es regien pel calendari lunar, però aquest tendeix a desaparéixer de la vida moderna.
Encara, però, se celebren festes tradicionals segons el calendari lunar. L'Any Nou (Gujeong o Seollal) n'és la principal. Altres festivitats importants són la Primera Lluna Plena (Jeongwol Daeboreum), la Festa de la Primavera (Dano) i l'equivalent al Dia d'Acció de Gràcies (Chuseok).
El jovent ja no celebra l'aniversari seguint el calendari lunar, a diferència de les generacions anteriors que encara ho fan.

### Dies festius tradicionals
| Dia Festiu      | Significat                         | Tradicions | Data (Lunar)                          | Plats típics |
| --------------- | ---------------------------------- | --- | ------------------------------------- | --- |
| Seollal         | Any Nou                            | Es realitza un ritual davant la tomba familiar per recordar els avantpassats. S'intercanvien salutacions per Any Nou entre la família, parents i veïns. Els infants presenten els seus respectes als familiars de més edat (sebae). | 1er dia del 1r mes                    | • Sopa amb llesques de pastís d'arròs (tteokguk) • Pastissets de mel (yakgwa)                                                  |
| Daeboreum       | Primera Lluna Plena                | Es crema un talismà per allunyar els mals esperits (Aengmagi Taeugi). S'encén el foc de l'alegria (Daljip Taegi). | Dia 15 del 1r mes                     | • Arròs cuit amb altres cinc cereals (ogokbap) • Nous (bureom) • Vi (gwibalgisul)                                              |
| Junghwajeol     | Inici de la temporada de cultiu    | Es fa la “Neteja de primavera“. Es realitza la cerimònia de majoria d'edat. Se celebra un ritual xamànic per afavorir la pesca (Yeongdeunggut).                                                                                     | Dia 1 del 2n mes                      | • Pastissos d'arròs farcits amb arròs i amb aroma a pi (songpyeon)                                                             |
| Samjinnal       | La tornada de les orenetes         | S'organitzen equips de lluita amb una cama. Es duen a terme sessions d'endevinació. | Dia 3 del 3r mes                      | • Vi d'azalea (dugyonju) • Confitures (dungyeon hwajeon)                                                                       |
| Hansik          | Visita a la tomba familiar         | Es visita la tomba familiar. | Dia 105 després del solstici d'hivern | Només menjar fred: • Galetes d'absenta (ssuktteok) • Mandonguilles d'absenta farcides (ssukdanja) • Sopa d'absenta (ssuktang)  |
| Dano            | Festa de la primavera              | Les dones es gronxen. Els homes practiquen una lluita tradicional. | Dia 5 del 5é mes                      | • Pastís d'arròs amb herbes (surichwitteok) • Sopa d'areng (junchiguk)                                                         |
| Yudu            | Salutació a l'aigua                | Es realitza la salutació a l'aigua. Les persones es renten el cabell perquè l'aigua s'enduga la mala sort. | Dia 15 del 6é mes                     | • Fideus de cinc colors (yudumyeon) • Mandonguilles d'arròs farcides d'arròs (suen)                                            |
| Chilseok        | Adoración als déus dels set estels | Es duu a terme ritus d'adoració als déus dels set estels (Ossa Major) i ritus xamànics per demanar pluja. | Dia 7 del 7é mes                      | • Confitures de blat (milijeonbyeong) • Pastissos d'arròs amb fesols vermells (sirutteok)                                      |
| Baekjung        | Adoració de Buda                   | Es venera a Buda. | Dia 15 del 7é mes                     | • Pastís d'arròs combinat (seoktanbyeong)                                                                                      |
| Chuseok         | Dia d'Acció de Gràcies             | Es visita la tomba familiar. S'ofrenen els primers grans d'arròs (Olbyeosinmi). | Dia 15 del 8é mes                     | • Pastissos d'arròs amb arròs i aroma de pi farcits de castanyes, arròs, sèsam o fesols (songpyeon) • Sopa de taro (torantang) |
| Jungyangjeol    | Festa de tardor                    | Se celebra la tardor amb activitats com poesia, dibuix i pintura. Es gaudeix de la natura. | Dia 9 del 9é mes                      | • Confitura amb pètals de crisantem (gamgukjeon) • Ouera de peix (eoran) • Te de mel i llima (yujacheong)                      |
| Seotdal Geumeum | Nit anterior a l'any nou           | Els coreans es queden desperts tota la nit amb les portes i finestres obertes per rebre els esperits dels ancestres. | Dia 31 del 12é mes                    | • Arròs combinat amb vegetals (bibimbap) • Pastissos d'arròs amb fesols (injeolmi) • Confitures tradicionals (hangwa)          |

A banda de les festivitats esmentades, hi ha altres festes regionals que també se celebren seguint el calendari lunar.

## Cultura contemporània

### Cultura contemporània de Corea del Sud
La cultura actual de Corea del Sud deriva de la cultura tradicional de Corea, però des de la separació d'ambdues Corees al 1948 s'ha desenvolupat de manera separada a la de Corea del Nord.

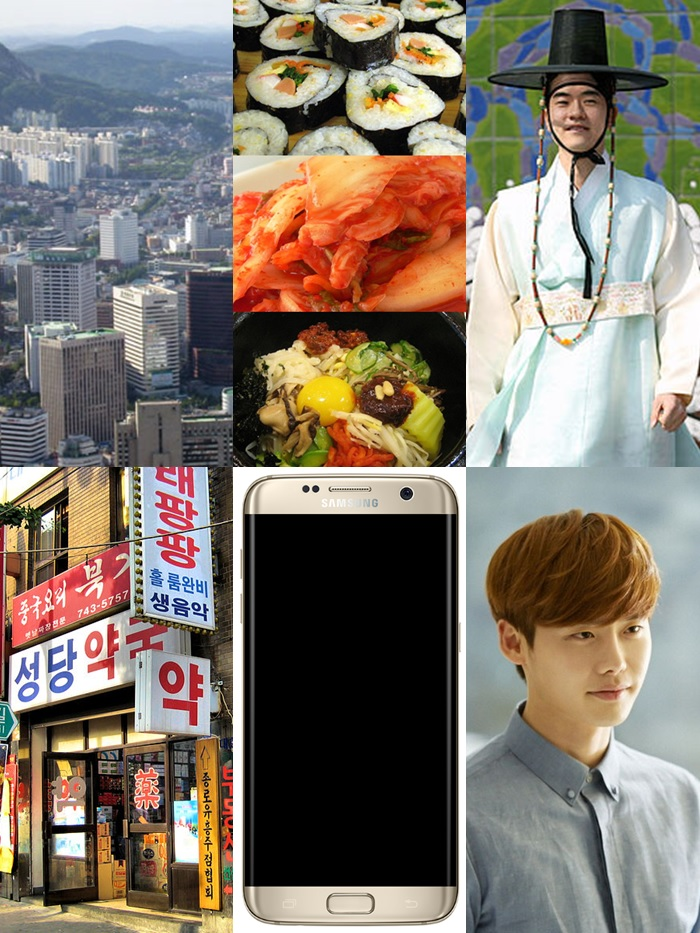
Diferents aspectes de la cultura contemporània en general

Es coneix com a cultura contemporània coreana la producció de mitjans audiovisuals a Corea del Sud, a partir de la dècada dels 1990. Des de mitjan segle passat, la part sud de la península coreana desenvolupà ràpidament una estructura econòmica notable, fenomen conegut com "El miracle del riu Han". Aquest gran creixement, i una protecció de l'estat cap a la indústria artística pròpia enfront de l'estrangera, propicià els mitjans per a la creació d'una rica producció artística, influenciada per la cultura nord-americana, que aviat guanyà aficionats a Àsia (sobretot a l'est d'Àsia), i a partir del 2000 a la resta del món.

#### Ona coreana
L'Ona coreana (hangul: 한류, hanja: 韓流, romanització: Hanlyu) es refereix a l'augment de la popularitat de la cultura contemporània de Corea del Sud en altres estats a mitjan 1999, sobretot els de l'est d'Àsia.
També es diu "Hallyu" o "Korean wave", en anglés. El terme s'origina a la Xina a mitjan 1999 entre els periodistes de Pequín sorpresos per la popularitat dels sud-coreans i les transmissions sud-coreanes a la Xina. El mot hanlyu és homòfon a la paraula hánliú (xinés tradicional: 韓流, xinés simplificat: 韩流) en coreà i xinés mandarí, respectivament.
L'ona coreana comença amb l'exportació de drames coreans de televisió tals com Una joia en el palau i Sonata d'hivern al llarg de l'est i sud-est asiàtic; l'èxit dels drames coreans s'aparellà amb el de les pel·lícules i la música popular.

#### Pop Coreà
El K-Pop (abreujament de Korean popular music, en anglés), és un gènere musical que inclou diferents estils, com la música dance, electrònica, hip-hop, rap, rock, R&B, etc., i que es refereix en concret a la música popular de Corea del Sud, perquè Corea del Nord per raons polítiques no té una indústria de música popular amb influència occidental.

### Cultura contemporània de Corea del Nord
La cultura contemporània de Corea del Nord és comença a partir del 1948. La ideologia Juche assegura la distintivitat cultural, la creativitat i els poders productius de la classe obrera.
L'art a Corea del Nord és bàsicament didàctic; l'expressió cultural inculca la ideologia Juche i la necessitat de continuar la lluita per la revolució i reunificació de la península Coreana.